# Melike Pekel
Melike Pekel (Múnic, 14 d'abril de 1995) és una jugadora de futbol turca que juga com a davantera. Nascuda a Alemanya, de pares turcs, Pekel va jugar per equips alemanys com ara al Bayern Múnic i PSG de França. També juga per la selecció nacional femenina turca.